# Obra pública i monumental de Joan Miró
L'obra pública i monumental de Joan Miró és el conjunt d'obres de Joan Miró present a espais públics i semipúblics. Aquesta llista no inclou els projectes no realitzats.
| Data                                            | Obra                                                                             | Espai                                                                             | Imatge                                                      | Referència                    |
| ----------------------------------------------- | -------------------------------------------------------------------------------- | --------------------------------------------------------------------------------- | ----------------------------------------------------------- | ----------------------------- |
| 1937                                            | El segador                                                                       | Pavelló de la República (París)                                                   |                                                             | [ 1 ]                         |
| 1947                                            | Pintura mural per al Terrace Plaza Hotel de Cincinnati                           | Terrace Plaza Hotel, Cincinnati, Estats Units                                     |                                                             |                               |
| 1950-1951                                       | Pintura mural                                                                    | Menjador de la Harknes Commons Universitat Harvard (actualment al MoMA) Nova York |                                                             |                               |
| 1957-1958                                       | Murals del Sol i de la Lluna.                                                    | Seu de la UNESCO. París                                                           |                                                             | [ 2 ] [ 3 ]                   |
| 1960                                            | Mural del Harvard Graduate Center                                                | Cambridge (Massachusetts)                                                         |                                                             | [ 4 ] [ 5 ] [ 6 ] [ 7 ] [ 8 ] |
| 1962-1964                                       | Laberint de la Fundació Maeght                                                   | Fondation Maeght                                                                  |                                                             |                               |
| 1964                                            | Mural de la Handels Hochschule de Saint Gall                                     | Sankt Gallen (Suïssa)                                                             |                                                             | [ 9 ] [ 3 ]                   |
| 1966                                            | Ocell Solar i Ocell Lunar                                                        | diversos espais                                                                   |                                                             |                               |
| 1967                                            | Mural Alicia del Solomon R. Guggenheim Museum                                    | Solomon R. Guggenheim Museum Nova York                                            |                                                             | [ 10 ] [ 11 ]                 |
| 1968                                            | La Deessa de la Mar                                                              | Museu Picasso d'Antíbol                                                           |                                                             |                               |
| 1968                                            | Mural de la Fundació Maeght                                                      | Fundació Maeght (Sant Pau de Vença)                                               |                                                             | [ 12 ]                        |
| 1969                                            | Miró, l'altre                                                                    | Col·legi d'Arquitectes de Barcelona                                               |                                                             |                               |
| 1969-1970                                       | Pintura mural per a la inauguració del Pavelló del Gas                           | Exposició Universal d'Osaka                                                       |                                                             |                               |
| 1970                                            | Riure innocent                                                                   | Osaka                                                                             |                                                             | [ 14 ]                        |
| 1970                                            | Mural de l'Aeroport de Barcelona                                                 | El Prat de Llobregat                                                              | Mural de la Terminal B de l'Aeroport de Barcelona - el Prat | [ 15 ]                        |
| 1972                                            | Mural de la Kunsthaus de Zuric                                                   | Zúric                                                                             |                                                             | [ 16 ]                        |
| 1972                                            | Mural a la Cinémathèque Française                                                | actualment a ARTIUM Vitòria                                                       | Vitòria                                                     | [ 17 ]                        |
| 1972-1975                                       | Personnages, Oiseaux, mural ceràmic exterior a la Universitat Estatal de Wichita | Wichita (Kansas)                                                                  |                                                             | [ 18 ]                        |
| 1974                                            | Tapís del World Trade Center de Nova York                                        | Torres Bessones, Nova York                                                        |                                                             |                               |
| 1975                                            | Tornaveu de l'Auditori                                                           | Fundació Joan Miró                                                                |                                                             |                               |
| 1976                                            | Mosaic del Pla de l'Os                                                           | La Rambla                                                                         |                                                             |                               |
| 1977                                            | Tapís de la National Gallery of Art de Washington                                | National Gallery of Art, Washington DC                                            |                                                             |                               |
| 1978                                            | Couple d'amoreux aux jeux de fleurs d'amandiers                                  | La Défense, París                                                                 |                                                             |                               |
| 1978                                            | Mural per a IBM                                                                  | Barcelona                                                                         | Presentació Mural per a IBM.                                | [ 19 ]                        |
| 1978                                            | Vitralls de la Fondation Maeght                                                  | Saint-Paul-de-Vence, França                                                       |                                                             |                               |
| 1978                                            | Vitralls del cor de la Chapelle Royale de Saint-Frambourg de Senlis              | Saint-Frambourg de Senlis, França                                                 |                                                             |                               |
| 1978-1979                                       | Frontó al Wilhelm-Hack Museum de Ludwigshafen                                    | Ludwigshafen                                                                      | Wilhelm-Hack-Museum                                         | [ 20 ]                        |
| 1979                                            | Mural del Palau de Congressos de Madrid                                          | Madrid                                                                            | Nou Palau de Congressos de Madrid                           | [ 21 ]                        |
| 1979                                            | Tapís de la Fundació Joan Miró                                                   | Fundació Joan Miró (Barcelona)                                                    |                                                             |                               |
| 1980                                            | Tapís de la Fundació La Caixa                                                    | La Caixa (Barcelona)                                                              |                                                             |                               |
| 1980-1982                                       | Personage et oiseaux                                                             | Chase Tower (Houston)                                                             |                                                             |                               |
| 1981                                            | Miss Chicago                                                                     | Chicago (Estats Units)                                                            |                                                             |                               |
| 1981-1982                                       | Dona i ocell                                                                     | Parc de Joan Miró (Barcelona)                                                     |                                                             |                               |
| Obra inaugurada després de la mort de Joan Miró |                                                                                  |                                                                                   |                                                             |                               |
| 1983                                            | Mural per a David Fernández Miró                                                 | Palma                                                                             | Mural a Palma                                               | [ 22 ] [ 23 ] [ 24 ]          |
| 1992                                            | Mural per a la Fundació Pilar i Joan Miró a Mallorca I                           | Palma                                                                             |                                                             | [ 25 ]                        |
| 1992                                            | Mural per a la Fundació Pilar i Joan Miró a Mallorca II                          | Palma                                                                             |                                                             | [ 26 ]                        |
| 1993                                            | Projecte per a IBM                                                               | Miami                                                                             |                                                             | [ 27 ] [ 28 ]                 |
| 1993                                            | Mural del Restaurant Orotava                                                     | Barcelona                                                                         |                                                             | [ 29 ]                        |